# Cyphostemma waterlotii
Cyphostemma waterlotii är en vinväxtart som först beskrevs av Auguste Jean Baptiste Chevalier, och fick sitt nu gällande namn av Descoings. Cyphostemma waterlotii ingår i släktet Cyphostemma och familjen vinväxter. Inga underarter finns listade i Catalogue of Life.